# Marmara fulgidella
Marmara fulgidella là một loài bướm đêm thuộc họ Gracillariidae. Nó được tìm thấy ở Hoa Kỳ (bao gồm Pennsylvania).
Ấu trùng ăn Castanea và Quercus species, bao gồm Quercus prinus.